# Nez Perce National Historical Park
Der Nez Perce National Historical Park ist eine Gedenkstätte der Vereinigten Staaten vom Typ eines National Historical Parks. Er besteht aus 38 einzelnen historisch bedeutsamen Orten, die mit dem Indianervolk der Nez Percé, der Erkundung und Besiedelung der Region durch Weiße und dem Nez-Percé-Krieg im Jahr 1877 in Verbindung stehen. Sie liegen in den vier US-Bundesstaaten Idaho, Oregon, Washington und Montana und umfassen vorwiegend Gebiete im historischen Siedlungsgebiet der Nez Percé, in ihren heutigen Indianerreservaten, sowie Rastplätze und Schlachtfelder der langen Flucht durch Idaho und Montana im Jahr 1877.
Die Gedenkstätte wurde im Mai 1965 eingerichtet, 1992 erheblich erweitert und wird vom National Park Service (NPS) verwaltet. Von der Gesamtfläche mit rund 18,5 km² sind etwa 13 km² im Bundesbesitz unter der Zuständigkeit des NPS, circa 5,5 km² stehen im Eigentum anderer Bundesbehörden, der Bundesstaaten oder privater Organisationen. Mit den 38 einzelnen Orten ist es das dezentralisierteste Gebiet des National Park Service.

## Geschichte des Parks
Den Anstoß für die Gründung des Parks gaben zwei zunächst unterschiedliche Motive. Zu Beginn des Massentourismus nach dem Zweiten Weltkrieg erlangte der Fremdenverkehr in Idaho Bedeutung. Eine Studie ergab, dass im Jahr 1960 der Tourismus bereits an Platz drei der Wirtschaftszweige des Staates, hinter Land- und Forstwirtschaft, lag. Außerdem brachte der neu errichtete U.S. Highway 12 Besucherströme entlang dem Clearwater River in die Region. Um den Tourismus zu fördern, entwickelten Bewohner Zentral-Idahos die Idee, die Erkundung der Gegend durch die Lewis and Clark Expedition 1804–06 und die Geschichte der Mission durch Henry H. Spalding sowie die frühen Siedler in einer Gedenkstätte zu würdigen. Einflussreiche Beteiligte der Kampagne waren die lokalen Vertreter der Daughters of the American Revolution. Schon seit 1935 gab es einen Spalding State Park am Ort der ehemaligen Missionsstation, der aber weniger Gedenkstätte als Naherholungsgebiet am Clearwater River war. Andererseits forderten die Nez Percé die Anerkennung ihrer Kultur und Geschichte. Zusammen verfolgten sie die Idee einer gemeinsamen Gedenkstätte in Nez Perce County. Der National Park Service erkundete die Region und stand der Idee wohlwollend gegenüber.

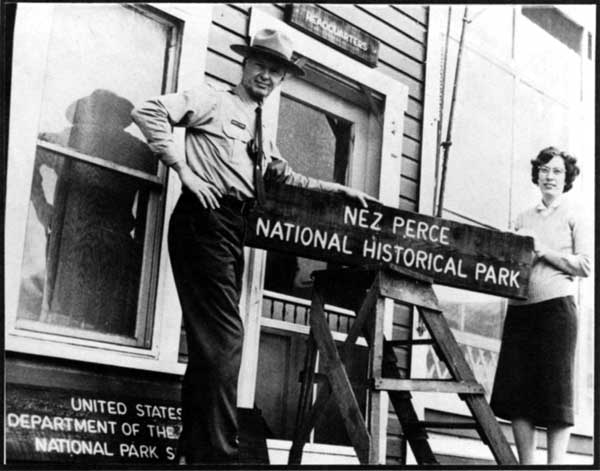
Robert Burns, der erste Leiter, und seine Frau Victoria eröffnen den Park 1965

Der Kongress der Vereinigten Staaten beschloss 1965 die Errichtung eines Nez Perce National Historical Parks im Nez Perce County unter der Auflage, dass nur 1500 acres (~6 km²) angekauft werden dürften, weitere 1500 dürften von anderen Bundesbehörden dem NPS übertragen und für erneut 1500 acres konnten Vereinbarungen mit den Grundeigentümern getroffen werden, dass sie das Landschaftsbild dauerhaft nicht verändern dürften (so genannte scenic easements). Bei seiner offiziellen Einweihung 1970 bestand der Park daher aus lediglich vier, kleinen und verstreuten Teilgebieten unter Verwaltung des NPS, sowie 19 so genannten cooperative sites, im Eigentum unterschiedlichster Einrichtungen und Privatpersonen, die vom National Park Service als Teil der Gedenkstätte anerkannt und mit einer gemeinsamen Beschilderung versehen wurden. Zwei weitere cooperative sites kamen 1977 hinzu.
1978 wurde der Lewis and Clark National Historic Trail gegründet, der mit einem ähnlichen, dezentralen Konzept aber in linearer Form an die Expedition von Lewis und Clark 1804/06 erinnerte. Die sites des Nez Perce National Historical Parks, die sich mit der Expedition von Lewis und Clark befassten, wurden auch in die neue Gedenkstätte aufgenommen.
Im Laufe der folgenden Jahrzehnte verschob sich die Interpretation der Siedlungsgeschichte im Westen der Vereinigten Staaten. Das Interesse an der Kultur der Indianer wuchs und auch deren politische Teilhabe stieg. 1985 gründete der Kongress den Nez Perce National Historic Trail, eine weitere dezentrale Gedenkstätte zur Erinnerung an den Feldzug gegen die Nez Percé in Form eines National Historic Trails und unterstellte ihn dem United States Forest Service. Auch hier gab es Überschneidungen zum Nez Perce National Historical Park, einzelne sites waren Bestandteil beider Gedenkstätten. Dadurch entstand beim National Park Service und dem National Historical Park die Notwendigkeit, ihre Darstellung ebenfalls stärker auf die Kultur und Geschichte der Nez Percé sowie den Konflikt von 1877 zu verschieben. Dazu wurde die Zuständigkeit des Parks erheblich erweitert. 1992 kamen 13 weitere cooperative sites hinzu, die nun auch außerhalb Idahos in den Bundesstaaten Washington und Oregon für Stätten im traditionellen Siedlungsgebiet der New Percé und ihren heutigen Wohngebieten und Reservaten, sowie im Osten Idahos und in Montana für den Zugweg liegen.

## Einzelne Sites

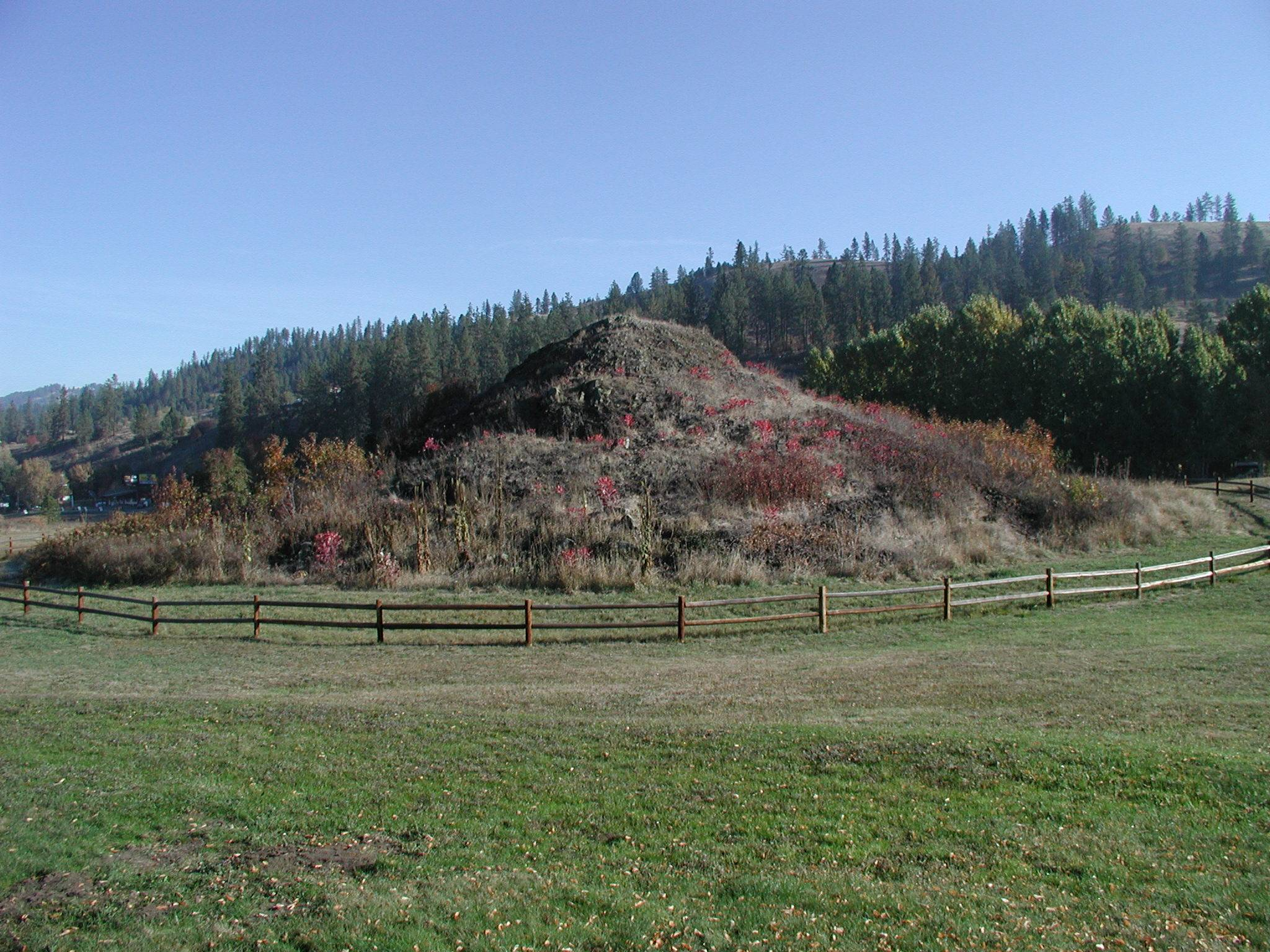
The Heart of the Monster

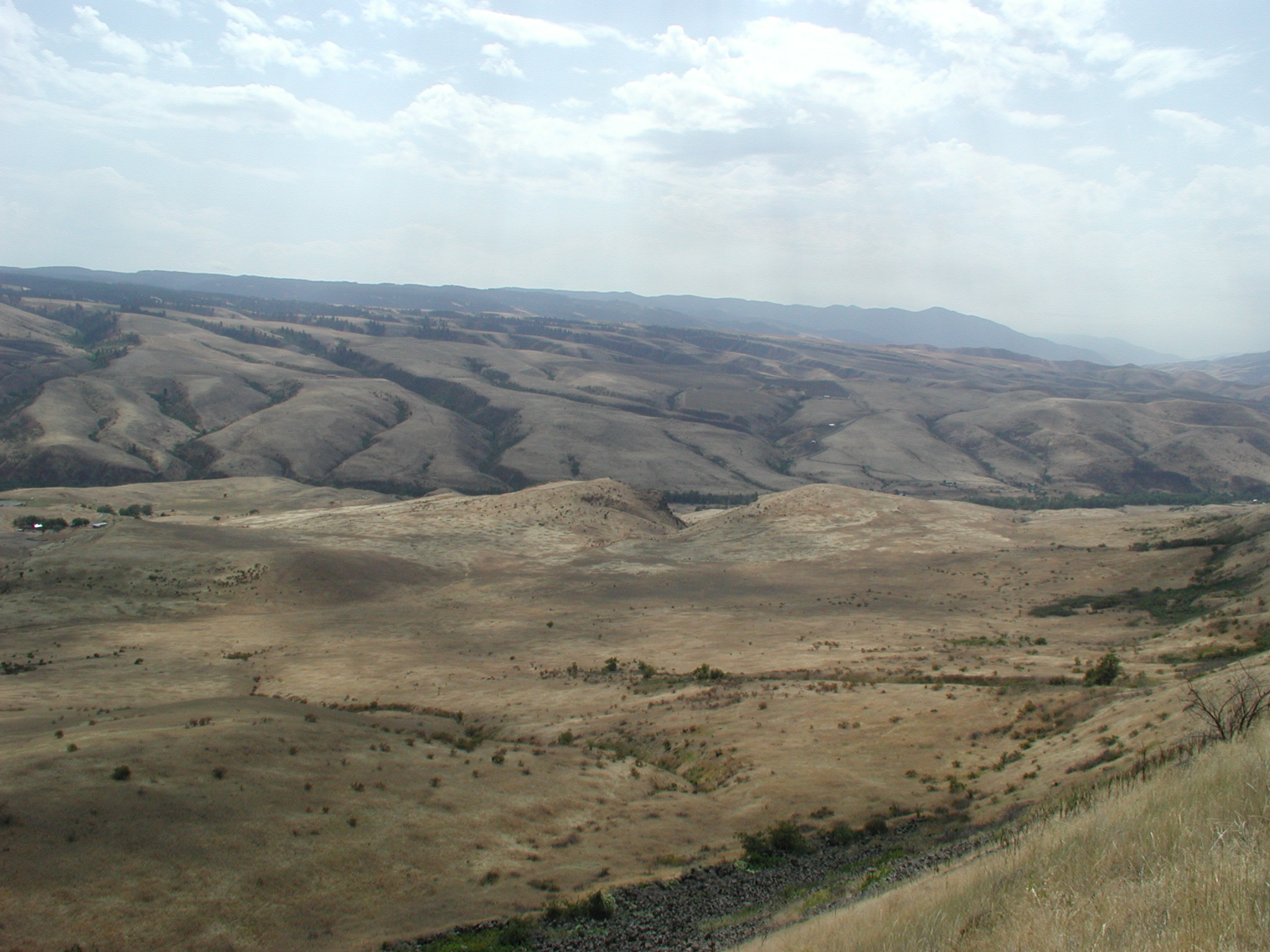
Whitebird Talebene

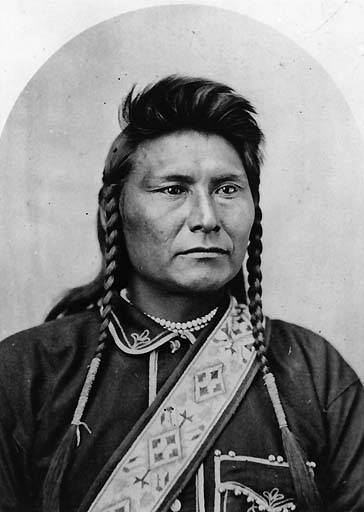
Chief Joseph, 1877

- Der Spalding Site ist das größte Teilstück des Parks, Ort des zentralen Besucherzentrums mit Museum und Sitz der Verwaltung. Er besteht aus dem Ort eines historischen Dorfes der Nez Percé am Clearwater River, der ehemaligen Missionsstation von Henry Spalding aus dem Jahr 1838 und einer Reihe sich daraus entwickelten historischen Gebäuden. Er war bereits seit 1935 als Spalding State Park ausgewiesen und ging bei der Gründung des Nez Perce National Historical Park als erstes Gebiet vom Staat Idaho auf die Bundesregierung über. Später wurden angrenzende Grundstücke angekauft.[6]
- Östlich von Kamiah liegen The Heart of the Monster und Long Camp, die seit Gründung des National Historical Parks im Eigentum des National Park Service stehen: The Heart of the Monster (deutsch: Das Herz des Monsters) verweist auf die Schöpfungslegende der Nez Percé, nach der ein Monster fast alle Tiere gefressen hatte, bevor der hier wie in anderen indianischen Legenden als Trickster auftretende Kojote es besiegte. Er ließ sich vom Monster in einem Bissen fressen und zerschnitt es dann von innen. Damit befreite er die anderen Tiere und als er die Teile des toten Monsters in alle Winde verteilte, schuf er daraus die verschiedenen (Indianer-)Völker. Nur das als besonders attraktiv beschriebene Tal blieb leer, in dem er das Monster getötet hatte. Da wusch der Kojote sich die blutigen Hände und aus jedem Tropfen aus Wasser und Blut wurde ein Nez Percé Indianer. The Heart of the Monster besteht aus zwei den Nez Percé heiligen Hügeln, die für Herz und Leber des Monsters stehen.[7] Gleich benachbart hielten sich die Teilnehmer der Lewis and Clark Expedition 1806 auf dem Rückweg über mehr als vier Wochen auf, weil sie warten mussten, bis der Schnee in den Bitterroot Mountains schmolz.[8]
- Die Schlacht von White Bird war das erste Gefecht des Nez-Percé-Krieges von 1877.[9] Hier schlugen die Nez Percé eine Kavallerie-Einheit unter der Führung von Captain David Perry. Das White Bird Battlefield ist eines der Gründungsgebiete des Parks.
- Am Canoe Camp bauten die Mitglieder der Lewis and Clark Expedition 1805 mit Hilfe der Nez Percé die Kanus, die sie bis zum Pazifischen Ozean brachten.[10] Das Gelände wurde 1966 vom Bundesstaat Idaho dem National Historical Park geschenkt.[11]
- Fort Lapwai war das Hauptquartier aus dem der Krieg gegen die New Percé organisiert wurde. Dort ist nur eine restaurierte Unterkunft für Offiziere und ihre Familien erhalten, sie kann nur von außen besichtigt werden.[12]
- Big Hole National Battlefield in Montana ist der einzige Bestandteil des National Historical Parks, der eine separate Anerkennung als Gedenkstätte des Bundes genießt. Der Ort an dem die Nez Percé im Sommer 1877 auf die Armee trafen und das einzige große Gefecht des Kriegszugs stattfand[13] wurde schon 1883 als military reserve unter die Verwaltung des Kriegsministeriums gestellt und 1910 als National Monument ausgewiesen. 1933 ging es auf den National Park Service über und wurde 1963 umgewidmet in ein National Battlefield und bekam ein Besucherzentrum. 1972 wurde es erheblich erweitert, seit 1992 ist es Teil des Nez Perce National Historical Parks.[14]
- Am Bear Paw Battlefield in Montana wurden die Nez Percé nur noch rund 60 km von der kanadischen Grenze entfernt durch die US-Armee gestellt. Am 5. Oktober 1877 nach fünf Tagen kleiner Gefechte und der Belagerung des Zeltlagers gaben die rund 800 Nez Percé unter ihrem einzigen noch verbliebenen Häuptling Chief Joseph auf.[15]
- Der Burial Site of Chief Joseph the Younger liegt in der Colville Reservation, im Bundesstaat Washington, wohin Chief Joseph nach dem Ende des Krieges verbannt worden war. Er starb 1904.[16]